# Hylaea cinereostrigaria
Hylaea cinereostrigaria är en fjärilsart som beskrevs av Stanislaus Klemensiewicz 1892. Hylaea cinereostrigaria ingår i släktet Hylaea och familjen mätare. Inga underarter finns listade i Catalogue of Life.